# الترشيح الأوروغوياني الأرجنتيني التشيلي الباراغواياني لكأس العالم 2030
قدمت الأرجنتين وتشيلي وأوروغواي وباراغواي عرضاً مشتركاً لاستضافة كأس العالم 2030. وكانت أوروغواي قد استضافت أول بطولة على الإطلاق للمسابقة في عام 1930. وتقول إنها تريد إعادة كأس العالم إلى الوطن عند الاحتفال بالذكرى المئوية لتأسيس البطولة.
اختير عرض المغرب والبرتغال وإسبانيا في 5 أكتوبر 2023 على حساب عرض أمريكا الجنوبية، واختيرت أوروغواي والأرجنتين وباراغواي لاستضافة ثلاث مباريات افتتاحية بمناسبة الذكرى المئوية لكأس العالم 1930.

## المرات السابقة في الاستضافة

### الأوروغواي
وكانت الأوروغواي قد استضافت أول بطولة على الإطلاق للمسابقة في عام 1930. وتقول إنها تريد إعادة كأس العالم إلى الوطن عند الاحتفال بالذكرى المئوية لتأسيس البطولة.
وقال إغناسيو ألونسو، رئيس الاتحاد الأوروغوياني لكرة القدم: "من المناسب استضافة بطولة كأس العالم حيث بدأت، بعد 100 عام".
وأضاف على هامش حدث في ملعب سنتناريو في مونتفيدييو حيث تغلبت الأوروغواي على الأرجنتين لتتوج بلقب النسخة الأولى لكأس العالم: سيكون هناك المزيد من نسخ كأس العالم، لكن البطولة تحتفل بمرور مئة عام مرة واحدة، ولهذا السبب فهي بحاجة للعودة إلى المهد. وسبق أن استضافت الأرجنتين وتشيلي البطولة في 1978 و1962 على الترتيب. وأبلغ إغناسيو ألونسو، رئيس اتحاد الأوروغواي، الصحفيين: سيكون رائعا لكأس العالم العودة إلى حيث بدأ كل شيء قبل 100 عام. وقال دومينغيز إنه هناك "الأسباب الكافية" للاتحاد الدولي (الفيفا) لقبول عرض الدول الأربع كعرض مشترك. وتستضيف الولايات المتحدة وكندا والمكسيك نسخة 2026، بينما تستضيف قطر نسخة العام الحالي في نوفمبر. وحتى الآن فالعرض المشترك من إسبانيا والبرتغال و أوكرانيا هو الوحيد المنافس لأمريكا الجنوبية مع المغربي.

### الأرجنتين
استضافت الأرجنتين كأس العالم 1978 حيث فازوا باللقب الأول لهم على حساب هولندا.

### تشيلي
استضافت تشيلي كأس العالم 1962 التي حققت فيها البرازيل اللقب الثاني لها بفوزها على تشيكوسلوفاكيا وأما تشيلي فقد حققت المركز الثالث في البطولة على حساب يوغوسلافيا.

## تجارب استضافة بطولة كرة القدم التابعة للفيفا
استضافت الأرجنتين وتشيلي وباراجواي وأوروجواي العديد من فعاليات الفيفا:
- الأرجنتين
  - كأس العالم 1978
  - بطولة العالم للشباب لكرة القدم 2001
- أوروغواي
  - كأس العالم 1930
  - كأس العالم للسيدات تحت 17 سنة لكرة القدم 2018
- باراغواي
  - كأس العالم الشاطئية 2019
- تشيلي
  - كأس العالم 1962
  - بطولة العالم للشباب لكرة القدم 1987
  - كأس العالم للسيدات تحت 20 سنة لكرة القدم 2008
  - كأس العالم تحت 17 سنة لكرة القدم 2015

## المخاوف
في حين أن العطاء يحظى بشعبية كبيرة بين CONMEBOL ومشجعي كرة القدم في جميع أنحاء العالم بسبب الطبيعة الرمزية للموقع ، كان هناك قلق شديد بشأن الوضع الاقتصادي والأمني في أمريكا الجنوبية ، مثل كولومبيا والأرجنتين التي تفقد حقوق الاستضافة في 2021 كوبا أمريكا بسبب الاحتجاجات المناهضة للحكومة في كولومبيا والمخاوف المالية للأرجنتين بشأن وباء COVID-19 وعدم الاستقرار في بيرو والإكوادور والبرازيل حول إطلاق العطاء ، والولايات المتحدة تأخذ 2024 كوبا أمريكا بعد انسحاب الإكوادور من الاستضافة بسبب سوء البنية التحتية للملعب. هناك أيضًا قلق من أن ليونيل ميسي ، أحد المؤيدين الأوائل للعرض ربما يعمل مع العرض السعودي المنافس بعد أن أصبح سفيراً للعلامة التجارية للبلاد.